# قرمز خليفة عليا
قرمز خليفة عليا هي قرية في مقاطعة مياندوآب، إيران. يقدر عدد سكانها بـ 594 نسمة بحسب إحصاء 2016.